# خيمينو غارسيز
خيمينو غارسيز الثاني (المتوفي في 29 مايو 931) هو شقيق سانشو الأول ملك نافارا وابن غارسيا خيمينيز ملك نافارا من زوجته الثانية داديلديس البليارشية، والذي حكم منذ عام 925 حتى وفاته. تعتبره بعض المصادر وصيًا على عرش ابن أخيه غارسيا سانشيز الأول ملك نافارا, والبعض اعتبره ملكًا لنافارا. في عام 927، سار بجيشه جنوبًا لمساندة أقاربه من بني قسي أما حملة الخليفة عبد الرحمن الناصر لدين الله.
تزوج خيمينو من سانشا أثناريز شقيقة الملكة تودا النافارية وحفيدة فرتون غارسيز ملك نافارا، وأنجب منها غارسيا وسانشو وداديلديس زوجة موسى أثنار بن محمد بن عبد الملك الطويل حاكم وشقة.